# هنادی مدودیف
هنادی مدودیف (انگلیسی: Hennadiy Medvedyev؛ زادهٔ ۷ فوریهٔ ۱۹۷۵) بازیکن فوتبال اهل اوکراین است.
از باشگاه‌هایی که در آن بازی کرده‌است می‌توان به باشگاه فوتبال فورسکلا پولتاوا اشاره کرد.